# Långtjärnet (Mangskogs socken, Värmland)
Långtjärnet är en sjö i Arvika kommun i Värmland och ingår i Göta älvs huvudavrinningsområde.